# Ialta
Ialta ou Yalta (em russo: Я́лта; em ucraniano: Я́лта; em tártaro da Crimeia: Yalta) é uma cidade da Crimeia, na península da Ucrânia na costa norte do mar Negro, mais conhecida por ter acolhido a conferência que leva seu nome. A cidade tinha cerca de 76.000 habitantes em 2014 e atualmente é ocupada pela Rússia.
Ialta tornou-se parte do Império Otomano em 1475. O período russo começou em 1783. No final do século XIX, Ialta era um dos mais famosos balneários do Império Russo. Leon Tolstoi e Anton Chekhov passaram vários verões na cidade.
Perto de Ialta está localizado o Palácio de Livadia, o antigo palácio de verão da família imperial russa, onde a conferência foi realizada. Durante o período soviético, Ialta se tornou um dos principais locais de férias para os trabalhadores soviéticos.

## Fotos

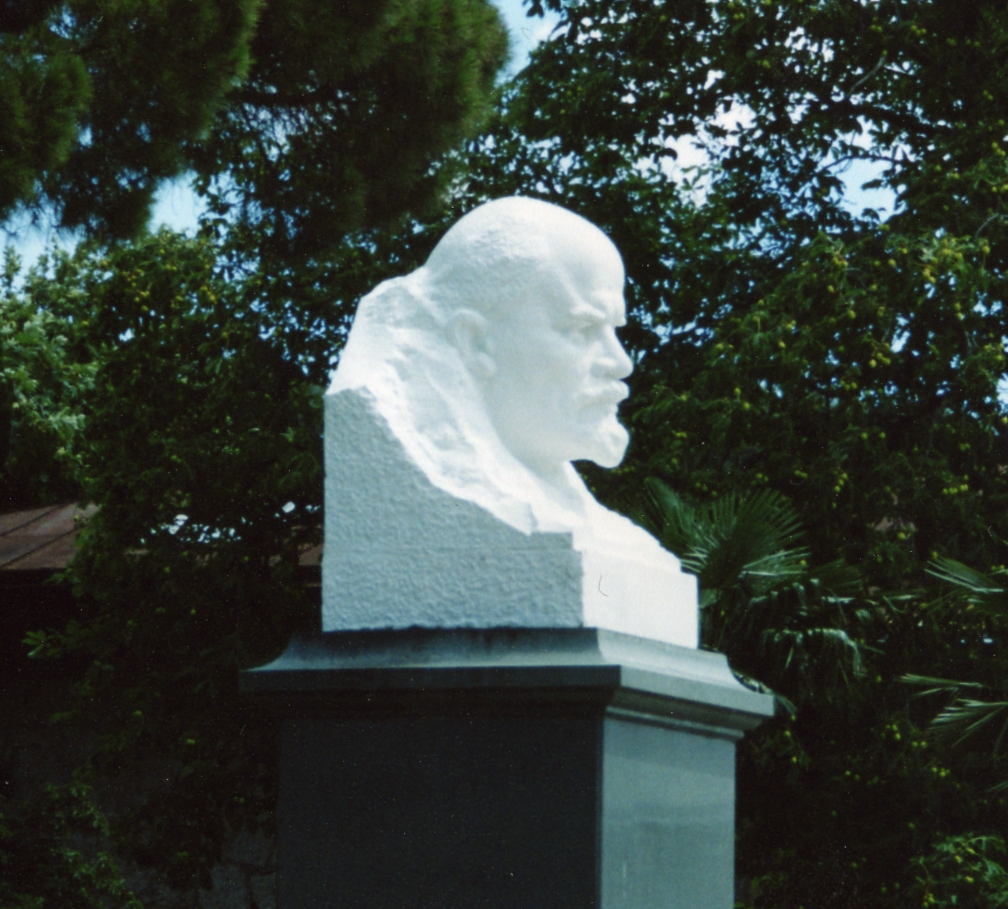
Busto de Lenin no jardim botânico Nikitski, perto de Ialta
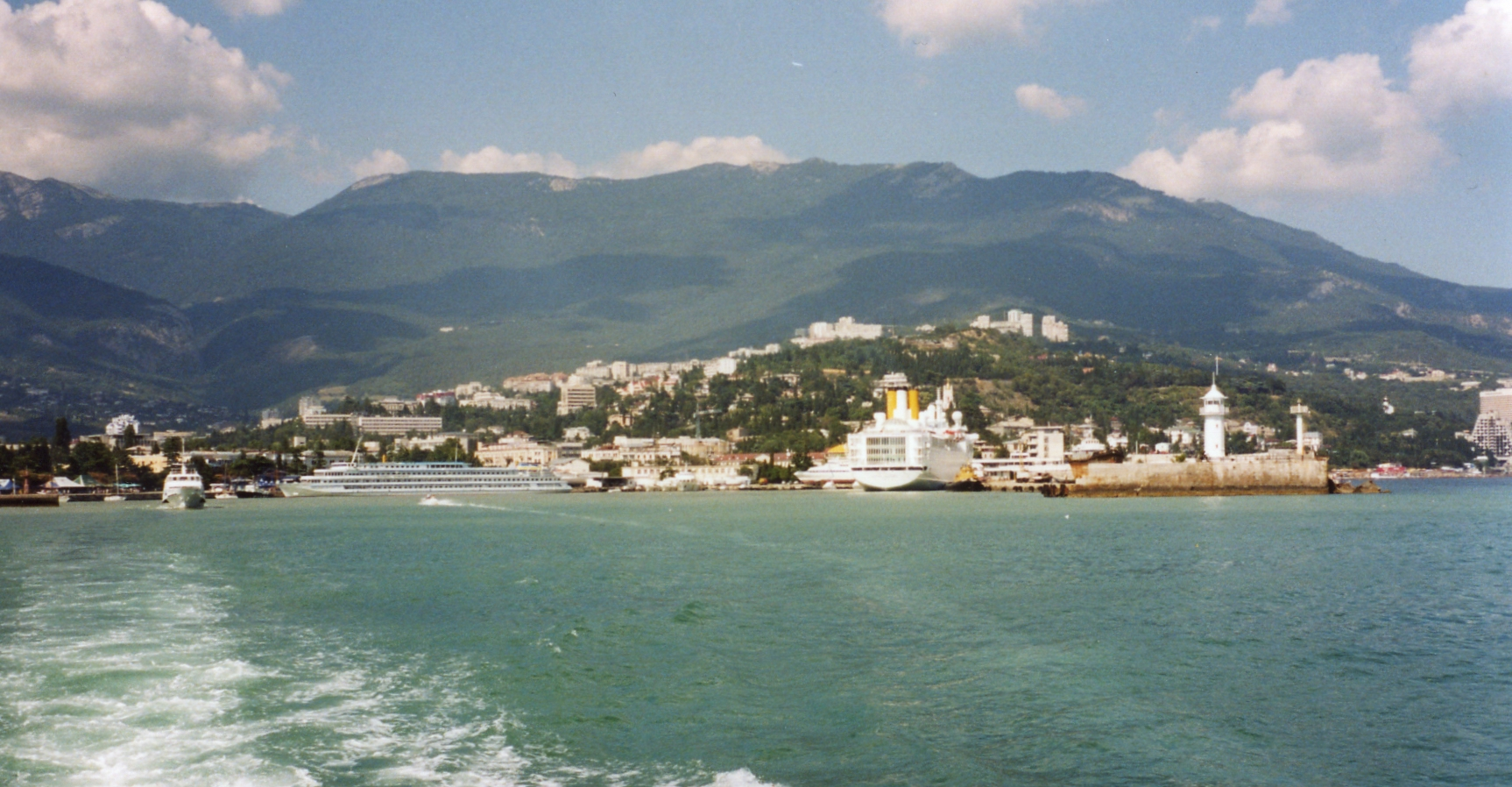
Vista de Ialta do mar
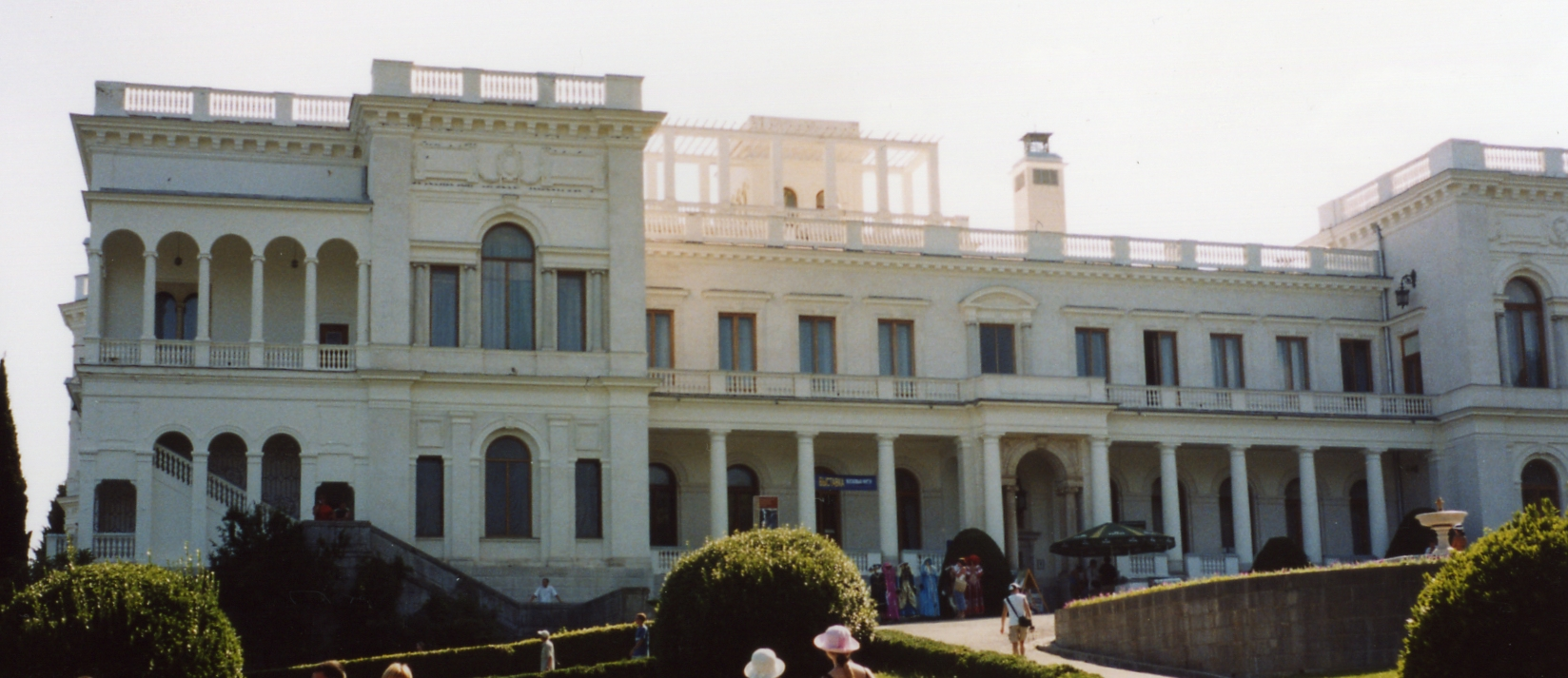
Palácio de Livadia, perto de Ialta, onde foi assinado o tratado de Ialta em 1945
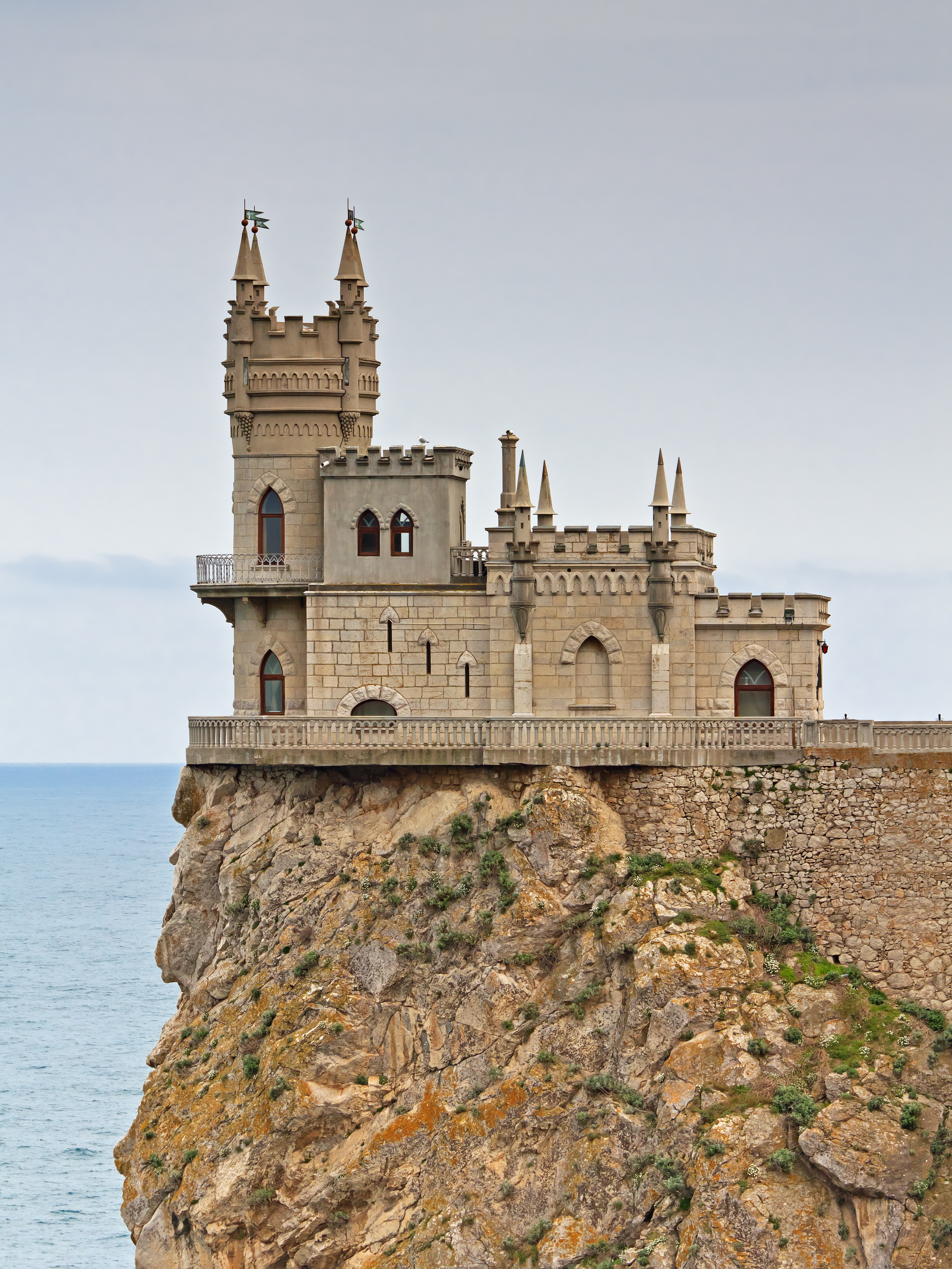
Palácio Ninho da Andorinha
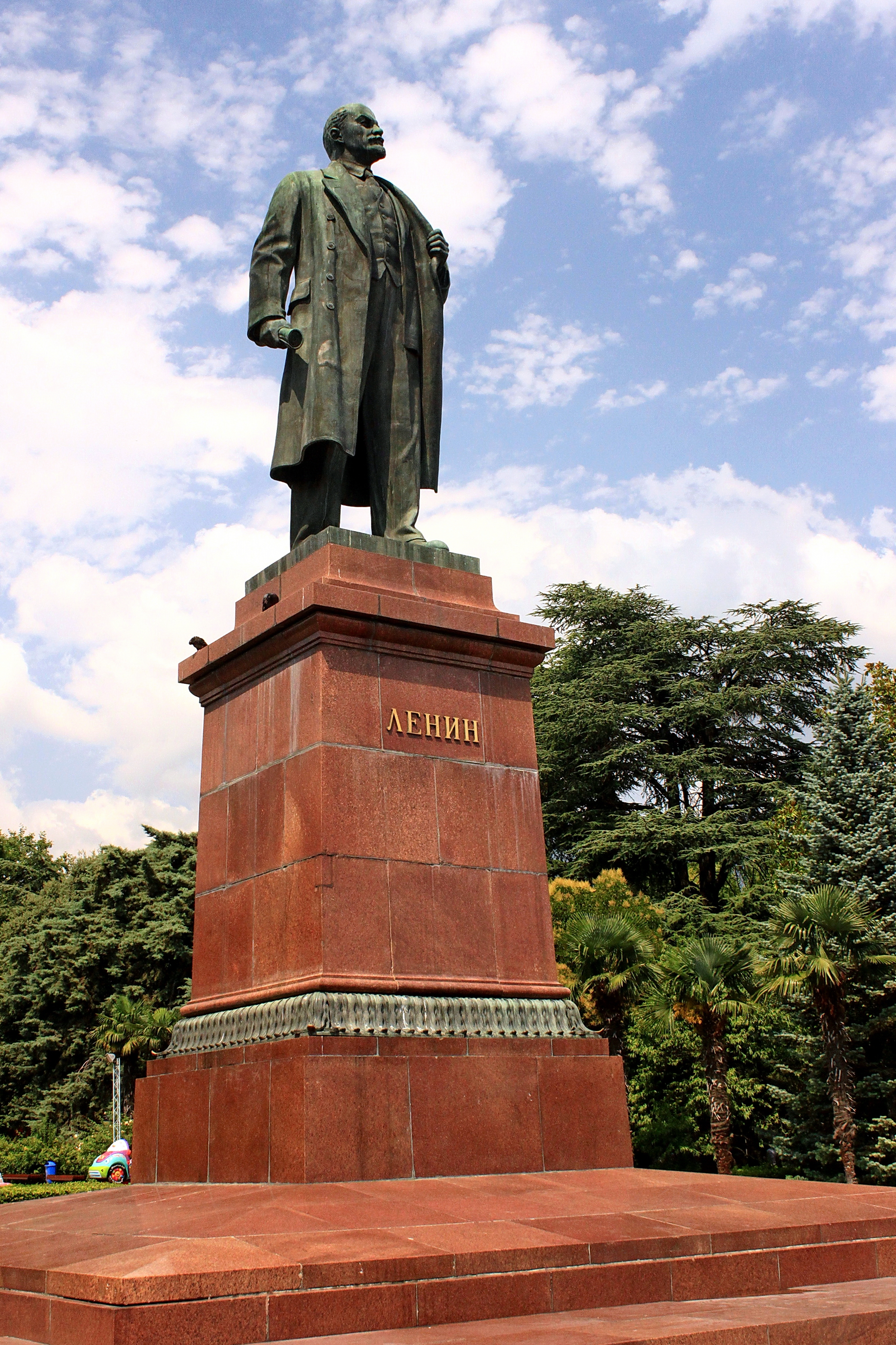
Monumento a Lênin